# Gafanhoto-verde
O gafanhoto-verde (Tropidacris grandis) é um gafanhoto encontrado no Norte e Nordeste do Brasil e em alguns lugares afastados das grandes cidades ao redor do país como no bairro Unamar em Cabo Frio no estado do Rio de Janeiro[carece de fontes?]. Tais insetos possuem grandes dimensões atacam principalmente as folhas do coqueiro. Também são conhecidos pelo nome de gafanhotão.

## Galeria

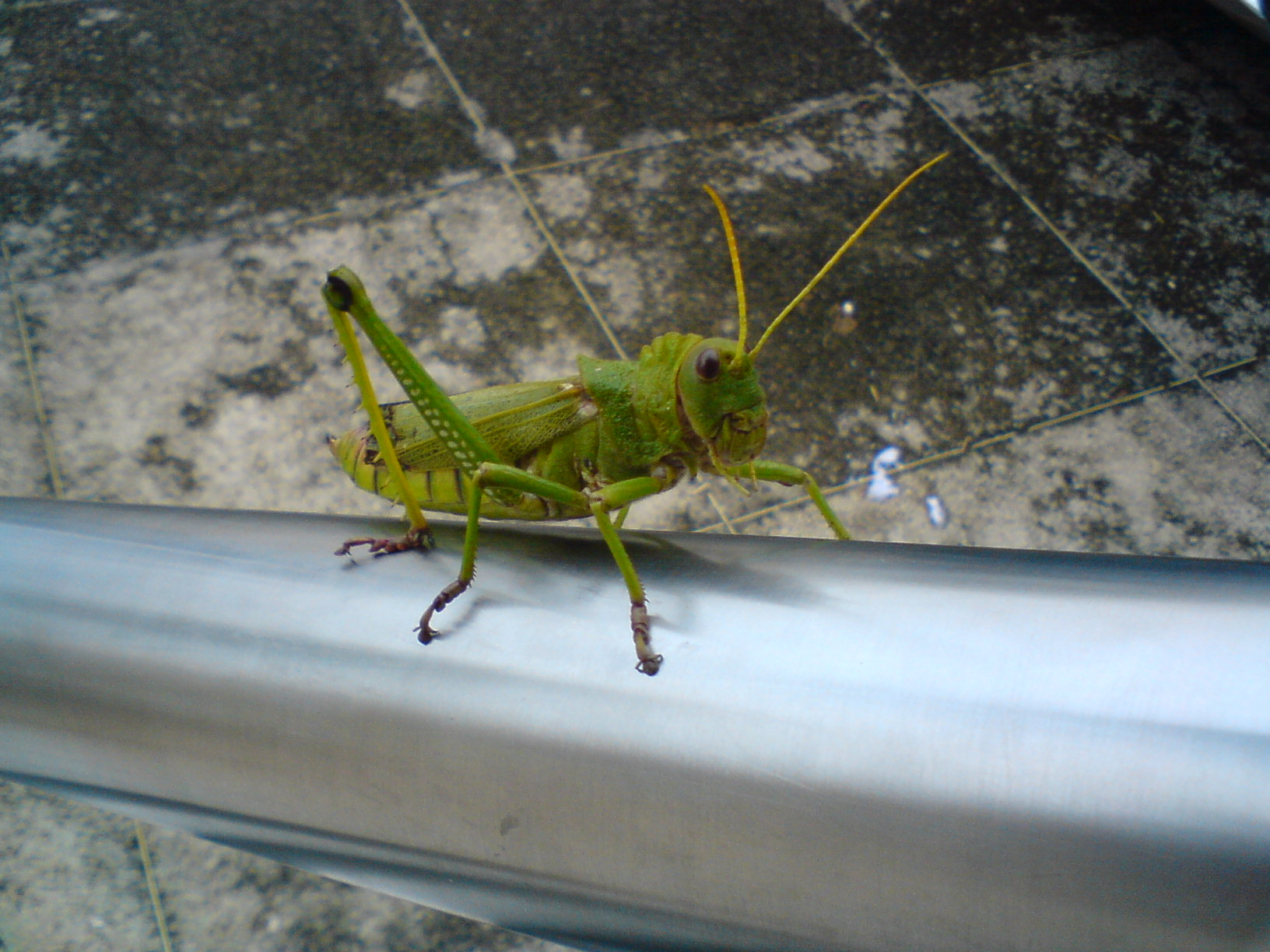
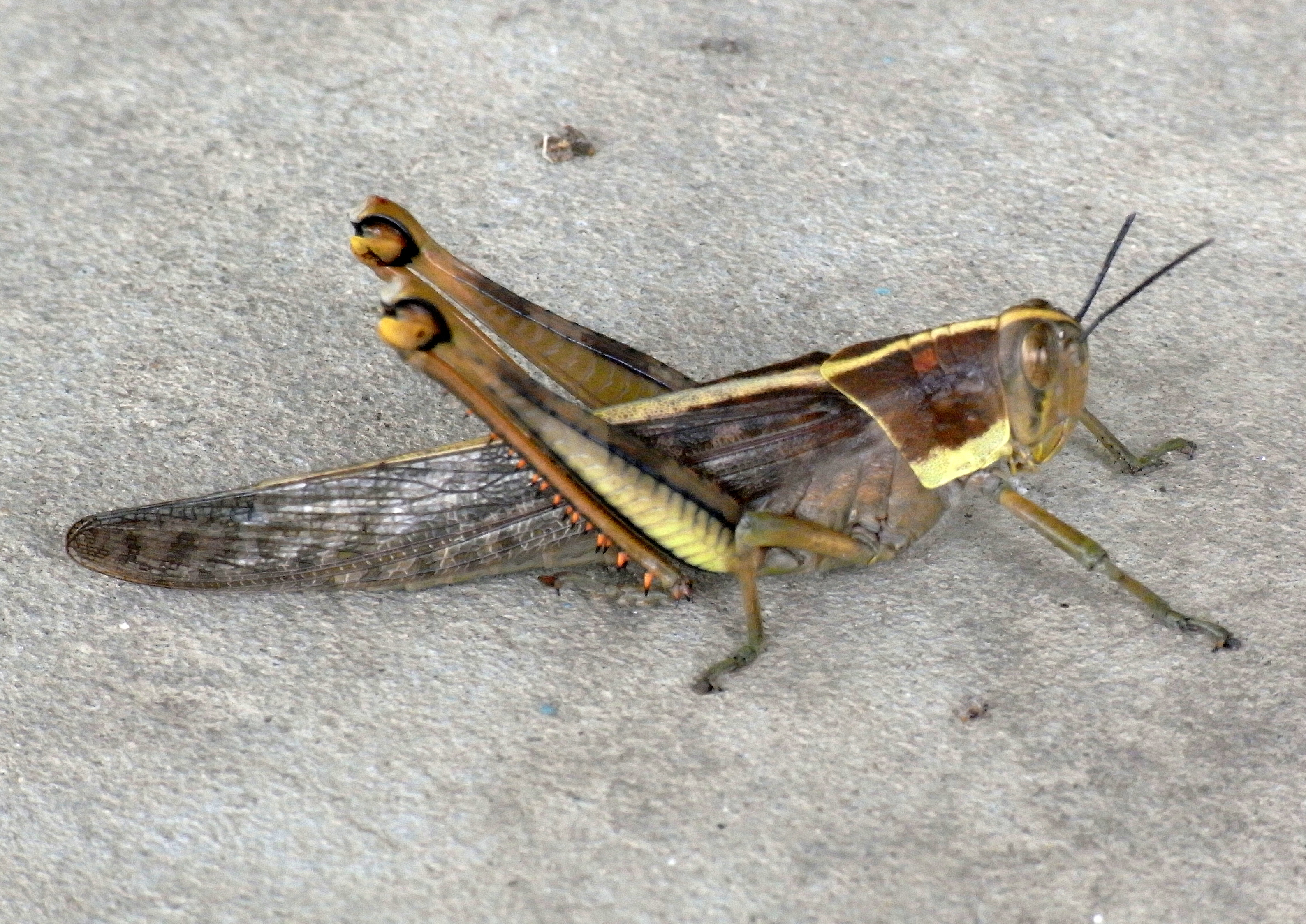
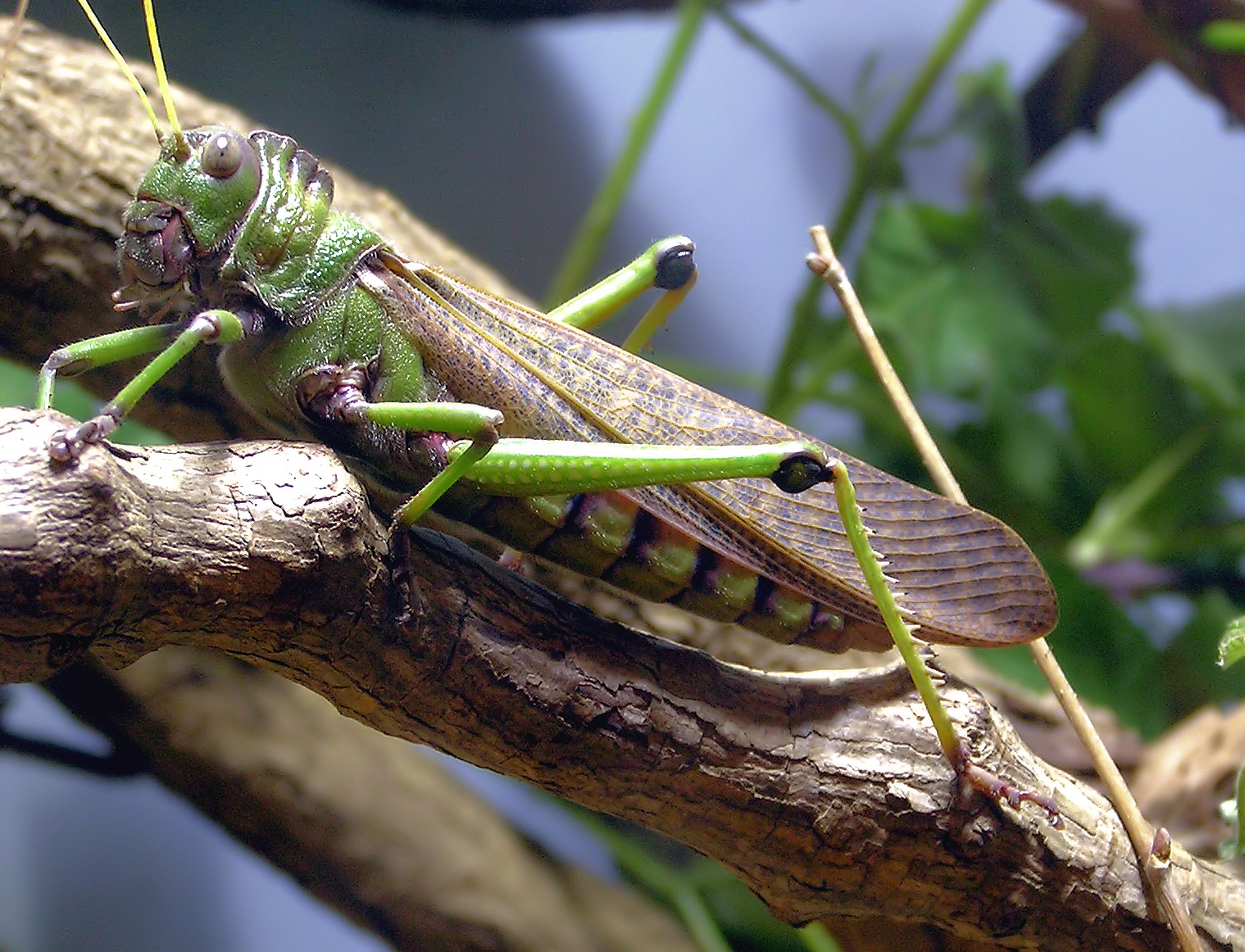